# Cafestol
El cafestol és una molècula de diterpè present al cafè. Per exemple, un gra de Coffea arabica conté al voltant d'un 0,6% de cafestol. El cafestol és present en una quantitat més gran en les begudes de cafè sense filtrar, com en el cafè de premsa francès o el cafè turc. En les begudes de cafè filtrat, com el cafè preparat per degoteig, està present només en quantitats insignificants.
Els estudis han demostrat que el consum regular de bullir el cafè augmenta el colesterol sèric en un 8% en homes i 10% en les dones. Per a aquells que beuen el cafè filtrat, l'efecte va ser significatiu només en les dones.
En experiments amb rates, el cafestol ha mostrat propietats anticanceroses. El cafestol pot actuar com un agonista lligand del receptor nuclear Farnese Pregnana X i del receptor X, blocant l'homeostasi del colesterol.